# Copper Peak
Die Copper Peak ist eine im März 1970 eingeweihte Skiflugschanze bei Ironwood im US-Bundesstaat Michigan. Sie ist die größte Schanze auf dem amerikanischen Kontinent und dennoch die weltweit kleinste Flugschanze, die von der FIS zugelassen wurde. Auf ihr fand lediglich ein Weltcupspringen (1981) statt, ehe die Schanze 1995 die Zulassung der FIS verlor und geschlossen werden musste.

## Geschichte

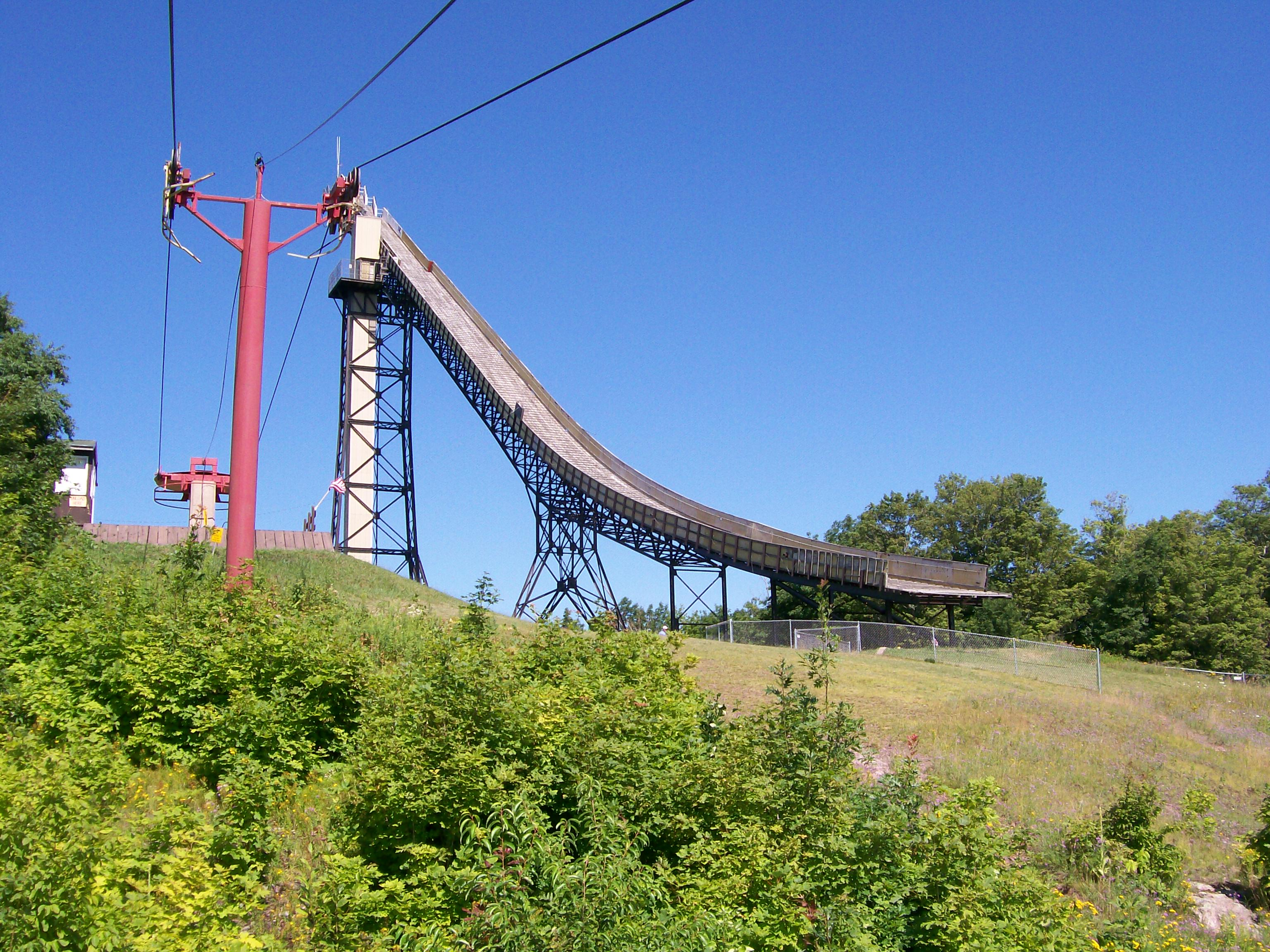
Seitenansicht

Der Name der Schanze ist vom Kupferbergbau abgeleitet, der in diesem Gebiet um 1884 einsetzte. Bis 1995 wurden dort Millionen von Tonnen Kupfer abgebaut und verarbeitet. Dass auch Eisenerz abgebaut wurde, verrät der Name der nahegelegenen Stadt Ironwood.
Der Anlaufturm der Schanze besteht aus 30 Tonnen hochlegiertem und wetterbeständigem Stahl. Er ist mit 73 Metern Höhe der höchste Sprungturm der Welt. Die Stahlträgerkonstruktion ist so konzipiert, dass der Turm Windgeschwindigkeiten von bis zu 300 km/h standhält. 1980 wurde die Schanze erstmals umgebaut. Der Grund des Auslaufes wurde um circa drei Meter vertieft, um den Konstruktionspunkt von 145 auf 160 Meter zu verschieben. Vergebens hoffte man, dadurch Flüge auf 180 Meter zu ermöglichen. Im Jahre 1988 wurde gemäß den FIS-Richtlinien die Neigung des Schanzentisches auf 12° vergrößert.
Insgesamt wurden auf der Schanze von 1970 bis 1994 zehn Skiflugwettbewerbe durchgeführt. Das einzige Weltcup-Springen fand im Jahre 1981 statt. Copper Peak ist mittlerweile ein beliebter Touristen-Zielpunkt. Im Winter kann der nahe gelegene Skilift genutzt werden.
Den Schanzenrekord halten zwei Österreicher: Beim bislang letzten Springen 1994, das im Rahmen des Skisprung-Continental-Cups durchgeführt wurde, verbesserte zuerst Matthias Wallner den alten Schanzenrekord um zwei Meter auf 158 Meter, bevor sein Landsmann Werner Schuster auch diese Weite erreichte. Schuster war schon fünf Jahre zuvor auf 159 m gesprungen, dabei aber gestürzt.

## Renovierung
Das Profil der Schanze ist mittlerweile veraltet, und sie besitzt kein FIS-Zertifikat mehr.
Eine Renovierung sollte ursprünglich bis 2013 umgesetzt werden. Der Aufsprunghang sollte mit 1150 m³ Erde aufgeschüttet werden, der Aufsprungwinkel von 41° auf 36° verringert werden, ein neuer Juryturm gebaut und eine Beschneiungsanlage installiert werden. Für Dezember 2013 waren erste Testwettkämpfe geplant. Dazu kam es aber nicht.
Danach wollte man die Schanze von einer Flugschanze zu einer Großschanze umgestalten, auf der Sprünge bis 170 Meter möglich sein sollten. Außerdem sollte die Schanze mit Matten belegt werden. Damit wäre sie die größte Großschanze der Welt.
Im Juli 2015 wurde auf Einladung des nationalen Skiverbands und des Veranstalters Ironwood die Schanze von FIS-Renndirektor Walter Hofer, dem Vorsitzenden des Schanzenbaukomitees der FIS, Hans-Martin Renn, Clint Jones, dem Cheftrainer der US-Skispringer, und Signe Jordet, der Generalsekretärin des Verbandes für Skispringen und Nordische-Kombination, besichtigt und eine Inspektion der Schanzenanlage durchgeführt sowie Strategien und Zeitpläne für die Rückkehr in den internationalen Veranstaltungskalender besprochen. Ein Finanzierungsplan wurde erstellt. Zur FIS-Sitzung im Herbst 2015 sollten konkrete Informationen und Pläne vorliegen. Die beiden Bundesstaaten Wisconsin und Michigan zeigten Interesse, die Schanzenanlage zukünftig nicht nur sportlich, sondern auch kulturell zu nutzen. 2016 wurden Planungen bekannt, dass man im Rahmen des Skisprung-Grand-Prix 2017 erstmals im Sommer ein Skifliegen auf der dann modernisierten Schanze abhalten wollte. Dies war laut den FIS-Regeln noch nicht erlaubt. Im März 2016 begann man mit Arbeiten an der Schanze sowie am Aufsprunghügel, konnte den Umbau aber nicht fortführen.
Ende März 2022 beschloss der Senat von Michigan ein umfangreiches Infrastrukturgesetz, das auch 20 Millionen US-Dollar zur Modernisierung der Copper Peak-Schanze umfasste. Damit liefen detaillierte Planungsarbeiten in Abstimmung mit der FIS wieder an. Jedoch reichten die zugesagten Mittel nicht aus, und die Hoffnung, die Arbeiten bis Herbst 2024 durchführen zu können, erfüllten sich nicht. Stattdessen wurde im Herbst 2024 in Abstimmung mit der FIS eine erste Bauphase beauftragt, die 2025 beginnen soll. Dabei soll der Aufsprunghügel erneuert werden. Unter anderem wird der Aufsprungwinkel auf 38° verringert werden, was ein Abtragen des Aufsprunghügels im oberen Bereich um 5,5 m und ein Aufschütten im unteren Bereich um 5,5 m benötigt. Danach soll er mit einer mehr als 10 cm dicken Betondecke versehen werden, um die Anlage auch im Sommer nutzen zu können.
In einer zweiten Bauphase sind die Verstärkung der Stahlstruktur des Turms, der Einbau eines neuen Aufzugs, die Verlegung des Juryturms und die Errichtung eines Athletenwarteraums vorgesehen. Man möchte dies in zwei bis drei Jahren abschließen. Allerdings bestand für die zweite Bauphase bei Vergabe der ersten Phase eine Finanzierungslücke von 15 bis 20 Millionen US-Dollar.

## Internationale Wettbewerbe
Genannt werden alle von der FIS organisierten Sprungwettbewerbe.
| Datum            | Kategorie       | Schanze | 1. Platz                      | 2. Platz                      | 3. Platz                      |
| ---------------- | --------------- | ------- | ----------------------------- | ----------------------------- | ----------------------------- |
| 13. Februar 1981 | Weltcup         | K155    | Alois Lipburger               | Andreas Felder                | John Broman                   |
| 14. Februar 1981 | Weltcup         | K155    | Alois Lipburger               | Andreas Felder                | Fritz Koch                    |
| 15. Februar 1981 | Weltcup         | K155    | wegen starken Windes abgesagt | wegen starken Windes abgesagt | wegen starken Windes abgesagt |
| 22. Januar 1994  | Continental Cup | K160    | Terje Nyhus                   | Werner Schuster               | Matthias Wallner              |
| 23. Januar 1994  | Continental Cup | K160    | Matthias Wallner              | Werner Schuster               | Frode Håre                    |